# 曹达诺夫·扎义尔
曹达诺夫·扎义尔（1920年12月15日—2007年8月15日），维吾尔族，新疆伊宁人，中国人民解放军前高级将领，少将军衔。

## 生平
1944年11月参加三区革命军队。1949年12月以前，历任技术员、文书、营参谋长、团参谋长，民族军政治科科长、政治部主任，先后参加了伊犁机场、精河、乌苏、安集海、玛纳斯等战役和战斗。
1949年新疆和平解放后，1950年4月加入中国共产党。1949年12月至1952年12月，任第五军副政委。1952年12月至1965年5月，任新疆军区政治部副主任。他还曾任新疆维吾尔自治区体委主任。1965年5月至1985年7月，任新疆军区（后改为乌鲁木齐军区）副政委。1955年被授予少将军衔。曾获二级独立自由勋章、一级解放勋章、独立功勋荣誉章。
他是中共十大代表，在中共十二大、中共十三大上当选为中央纪律检查委员会委员。第七届、八届全国政协常务委员。曾任新疆维吾尔自治区人大常委会副主任。
2007年8月15日在乌鲁木齐病逝，享年87岁。